# Tibellus orientis
Tibellus orientis är en spindelart som beskrevs av Viktor E. Efimik 1999. Tibellus orientis ingår i släktet Tibellus och familjen snabblöparspindlar. Inga underarter finns listade i Catalogue of Life.